# Zorita (Ledesma)
Zorita  es un despoblado español del municipio de Ledesma, perteneciente a la provincia de Salamanca, en la comunidad autónoma de Castilla y León.

## Historia
Hacia mediados del siglo XIX, el lugar, por entonces referido como una aldea dependiente de Pelilla, tenía contabilizada una población de treinta habitantes. Aparece descrito en el decimosexto y último volumen del Diccionario geográfico-estadístico-histórico de España y sus posesiones de Ultramar de Pascual Madoz con las siguientes palabras:

ZORITA: ald. dependiente del ayunt. de Pelilla, en la prov. de Salamanca, part. jud. de Ledesma. Tiene 7 casas con igual número de vec. y 30 alm. Su terreno, prod. y demas circunstancias de esta localidad, son exactamente iguales á las de su ayunt. (V.).
(Madoz, 1850, p. 669)

En la actualidad, pertenece al municipio de Ledesma. En 2022, no tenía empadronado ningún habitante.